# Шурга (Куженерський район)
Шурга́ (рос. Шурга, марій. Шӱргӧ) — присілок у складі Куженерського району Марій Ел, Росія. Входить до складу Салтак'яльського сільського поселення.

## Населення
Населення — 5 осіб (2010; 7 у 2002).
Національний склад (станом на 2002 рік):
- марійці — 100 %